# 万州五桥机场
万州五桥机场，位于重庆市万州区，为4C级民用机场。
原万州梁平机场主要用作军事用途，因跑道长度不够民用标准，放弃原址扩建而采用开山填沟的方式完全重建。2003年万州五桥机场竣工，跑道长2400米，宽45米，于5月29日通航。:115
由于万州五桥机场规模较小，通航能力相对较弱，难以适应万州及三峡库区的发展需求。民航部门将在2011年至2015年对万州机场进行改扩建，飞行区道路延长400米至2800米、增加联络滑行道1条、扩建航站楼及其他办公业务用房等航空口岸基础设施，达到国家民用机场4D级和航空口岸开放标准；新增机场设备设施，配套建设公用工程和附属工程。
2015年1月，万州机场获得国家口岸办批准临时开放；当年4月、11月，相继开通至香港、澳门客运航线；当年5月31日，开通泰国芭提雅客运航线，标志着万州五桥机场正式开通首条国际航线。
万州五桥机场有前往重庆江北国际机场的机场驳接大巴。
2022年7月22日，中华人民共和国海关总署国家口岸管理办公室发布通知，同意万州机场对外开放，标志着其将升格为国际机场。

## 航点
2025年夏秋航季（3月30日至10月25日）
| 航空公司     | 目的地                           |
| ------------ | -------------------------------- |
| 四川航空     | 北京/首都、南京、昆明            |
| 天津航空     | 惠州、珠海、天津、乌鲁木齐、杭州 |
| 福州航空     | 福州、西安                       |
| 中國西部航空 | 重庆                             |
| 中国国际航空 | 广州                             |
| 南方航空     | 广州                             |
| 多彩贵州航空 | 宁波                             |
| 北部湾航空   | 海口、济宁、长沙                 |
| 东方航空     | 上海/浦东                        |
| 重庆航空     | 温州                             |
| 廈門航空     | 兰州、厦门                       |
| 东海航空     | 深圳                             |

## 数据
请参阅源Wikidata查询.